# Staehelina

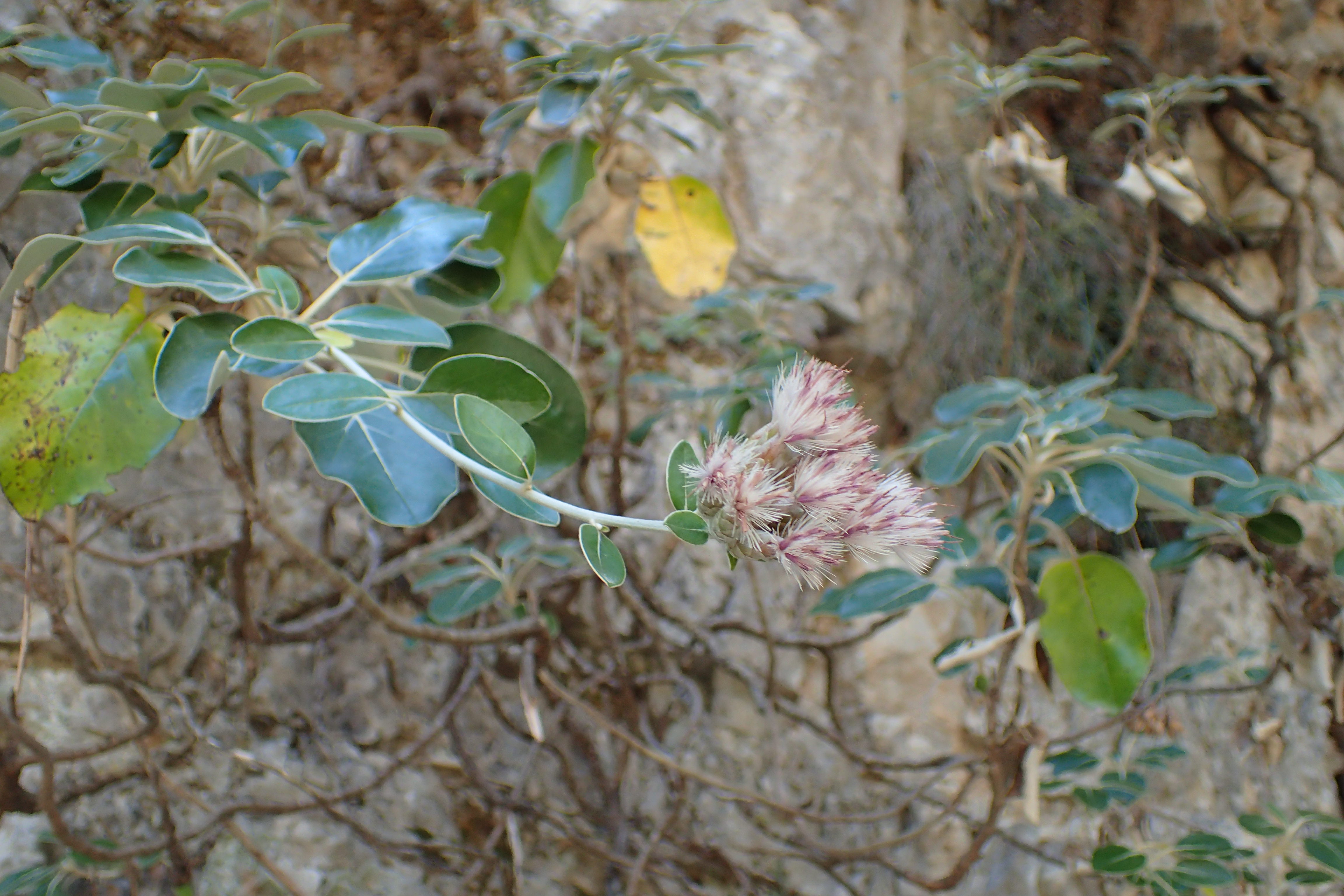
Staehelina petiolata, a les fulles de la part superior esquerra s'hi aprecia el revers blanquinós.

Staehelina és un gènere de plantes angiospermes de la família de les asteràcies (Asteraceae). Són plantes natives de l'Europa mediterrània i del Magrib.

## Descripció
Són petits arbusts, les fulles són enteres o pinnatífides, de forma que varia entre linears i obovades i coriàcies, l'anvers verd fosc i el revers blanquinós. Les flors es troben agrupades en capítols, habitualment agrupats en cimes corimboses terminals. L'involucre és cilíndric amb bràctees imbricades desiguals i mucronades. Les flors són totes hermafrodites i tubulars amb cinc lòbuls. El fruit és un aqueni amb papus.

## Taxonomia
Aquest gènere va ser publicat per primer cop l'any 1753 al segon volum de l'obra Species Plantarum del botànic suec Carl von Linné (1707-1778).

### Espècies
Dins del gènere Staehelina es reconeixen les quatre espècies següents:
- Staehelina baetica DC.
- Staehelina dubia L.
- Staehelina petiolata (L.) Hilliard & B.L.Burtt
- Staehelina uniflosculosa Sm.

### Sinònims
Els següents noms científics són sinònims heterotípics de Staehelina:
- Aplina Raf.
- Barbellina Cass.
- Roccardia Neck. ex Guill.